# 菅野博史
菅野 博史（かんの ひろし、1952年8月 - ）は、日本の仏教学者。創価大学名誉教授。創価大学大学院文学研究科教授。公益財団法人東洋哲学研究所副所長・特任研究員・理事。専門は、仏教学・中国仏教思想史。『法華経』の研究を主として行う。

## 来歴
福島県生まれ。1976年東京大学文学部印度哲学科卒業。1984年同大学院博士課程単位取得退学。1994年文学博士。東方研究会研究員、創価大学文学部講師、助教授、1997年教授。1990年日本印度学仏教学会賞を受賞。2023年中華佛学経典翻訳賞（中国人民大学国際佛学研究中心）を受賞。
大学で仏教学研究者としての活動の傍ら、「福神研究所」（主催者は僧侶・劇作家の上杉清文）での公開講座「『摩訶止観』講義」を2014年9月から毎月一回、東京・新宿の常円寺で行なっている。
さらに、法華コモンズ仏教学林での公開講座「『法華経』『法華文句』講義」を毎月一回、同じく常円寺で行っている。

## 著書
- 法華とは何か－『法華遊意』を読む　春秋社 1992.9／法蔵館文庫 2025.1[5]
- 法華経の七つの譬喩 初めて学ぶ『法華経』　第三文明社〈レグルス文庫〉 1993.3
- 法華経 永遠の菩薩道　大蔵出版〈新仏典入門叢書〉 1993.4、新版2012.7
- 中国法華思想の研究　春秋社 1994.3
- 法華経の出現 蘇る仏教の根本思想　大蔵出版 1997.2
- 「法華玄義」入門　第三文明社 1997.7、新版2007.9
- 法華経入門　岩波新書 2001.9
- 法華経思想史から学ぶ仏教　大蔵出版 2003.2、オンデマンド版2018
- 現代に生きる法華経　第三文明社〈レグルス文庫〉 2009.8
- 南北朝・隋代の中国仏教思想研究 大蔵出版 2012.2
- 法華玄義を読む－天台思想入門　大蔵出版 2013.4
- 中国仏教の経典解釈と思想研究　法藏館 2022.8

### 訳・注解
- 一念三千とは何か―摩訶止観 正修止観章 現代語訳　第三文明社〈レグルス文庫〉1992 / 新装版 2017（第三文明選書）
- 新国訳大蔵経 インド撰述部 阿含部2　長阿含経Ⅱ 大蔵出版 1994。校註
- 法華玄義 天台智顗　第三文明社（レグルス文庫）1995 / 新装版 2016（第三文明選書）- 各・3分冊
- 法華義記 法雲　大蔵出版「法華経注釈書集成」 1996、オンデマンド版2017
- 法華統略 嘉祥大師吉蔵　大蔵出版「法華経注釈書集成 全2巻」 1998-2000、オンデマンド版2017
- 法華文句 天台智顗　第三文明社（レグルス文庫）2007-2011 / 新装版 2017（第三文明選書）- 各・4分冊
- 新国訳大蔵経 中国撰述部 法華・天台部－法華玄義 Ⅰ・Ⅱ 大蔵出版 2011-2013 
  - 法華・天台部－法華玄義 Ⅲ・観音玄義・法華経安楽行義（慧思） 大蔵出版 2018 - 全3分冊
- 現代語訳 法華玄義　東哲叢書・仏典現代語訳（上下）、東洋哲学研究所 2018-2019
- 現代語訳 法華玄義釈籤 湛然（述） 東哲叢書・仏典現代語訳（全4分冊）、東洋哲学研究所 2020-2023 - 松森秀幸と共訳注
- 摩訶止観 天台智顗 第三文明社（第三文明選書、全4分冊予定）2022- 刊行中
- 現代語訳 法華文句　東哲叢書・仏典現代語訳（上下）、東洋哲学研究所 2024- 刊行中

### 論文
- CiNii>菅野博史
- INBUDS>菅野博史